# 비룡로 (남양주 가평)
비룡로(Biryong-ro)는 경기도 남양주시 화도읍 창현아파트단지입구 교차로에서 가평군 조종면 부대앞 사거리까지 연결하는 도로이다.

## 주요 경유지
경기도
- 남양주시 (화도읍 - 수동면) - 가평군 (상면 - 조종면)

## 노선
| 이름                    | 접속 노선                        | 소재지        | 소재지        | 비고          |
| 수레로와 직결           | 수레로와 직결                    | 수레로와 직결 | 수레로와 직결 | 수레로와 직결 |
| ----------------------- | -------------------------------- | ------------- | ------------- | ------------- |
| 창현아파트단지앞 교차로 | 경춘로                           | 남양주시      | 화도읍        |               |
| (이름없음)              | 마석로                           | 남양주시      | 화도읍        |               |
| 너구내고개 교차로       | 묵현로                           | 남양주시      | 화도읍        |               |
| 가곡교                  |                                  | 남양주시      | 화도읍        |               |
| 가곡 교차로             | 국가지원지방도 제98호선 (남가로) | 남양주시      | 수동면        |               |
| 수동교                  |                                  | 남양주시      | 수동면        |               |
| 석현교                  |                                  | 남양주시      | 수동면        |               |
| 가양교                  |                                  | 남양주시      | 수동면        |               |
| 연하 교차로             | 국도 제37호선 (조종로)           | 가평군        | 상면          |               |
| 역말교                  |                                  | 가평군        | 조종면        |               |
| 부대앞 삼거리           | 청군로                           | 가평군        | 조종면        |               |
| 청군로와 직결           |                                  |               |               |               |

## 주요 건물 및 시설
- KG모빌리티 마석전시장 (비룡로 2/창현리 503-9)
- 파리바게트 마석중앙점 (비룡로 62/마석우리 383-2)
- 맥도날드 마석DT점 (비룡로 89/마석우리 481-2)
- 송라기동순찰대 (비룡로 90/마석우리 344)
- 금호타이어 토우자동차 (비룡로 128/묵현리 72-1)
- CU 화도묵현점 (비룡로 160/묵현리 25-3)
- 이마트24남양주트레지움점 (비룡로 180/묵현리 24-63)
- GS더프레시 남양주묵현점 (비룡로 180/묵현리 24-63)
- 이디야 남양주가곡점 (비룡로 337/가곡리 273-13)
- SK에너지 가곡주유소 (비룡로 372/가곡리 279-19)
- 이마트24 남양주화도점 (비룡로 386/가곡리 138)
- CU 화도비룡로점 (비룡로 387/가곡리 137-7)
- GS25 화도가곡점 (비룡로 448/가곡리 38-2)
- 송천3리마을회관 (비룡로 593/송천리 405-8)
- 기아오토큐 (비룡로 708/운수리 122)
- 세븐일레븐 (비룡로 719/운수리 111-3)
- 운수우체국 (비룡로 720/운수리 103-7)
- 농협 수동농협 하나로마트 (비룡로 734/운수리 95-66)
- 농협 수동농협 본점 (비룡로 734/운수리 95-68)
- 롯데슈퍼 남양주수동가맹점 (비룡로 750/운수리 90-4)
- 비룡파출소 (비룡로 808/입석리 341-4)
- GS25 수동입석점 (비룡로 810/입석리 338-3)
- S-OIL 수동주유소 (비룡로 815/입석리 342-7)
- 수동119지역대 (비룡로 816/입석리 464-2)
- 입석3리마을회관 (비룡로 820/입석리 464-2)
- 수동초등학교 (비룡로 832/입석리 458-1)
- 세븐일레븐 남양주수동점 (비룡로 859/입석리 471-16)
- SK에너지 태양주유소 (비룡로 939/입석리 495-5)
- 세븐일레븐 수동외방리점 (비룡로 1030/외방리 543-8)
- 상동리마을회관 (비룡로 1968/상동리 113-1)
- CU 가평수성가든점 (비룡로 2088/태봉리 355-5)